# Calceolaria trilobata
Calceolaria trilobata är en toffelblomsväxtart. Calceolaria trilobata ingår i släktet toffelblommor, och familjen toffelblomsväxter.

## Underarter
Arten delas in i följande underarter:
- C. t. aequilateralis
- C. t. herzogiana
- C. t. trilobata